# Garrick Morgan
Pour les articles homonymes, voir Morgan.
Pas d'image ? Cliquez ici

a Compétitions nationales et continentales officielles uniquement.

b Matchs officiels uniquement.
Dernière mise à jour le 23 octobre 2016.
Garrick Morgan, né le 25 janvier 1970, est un ancien joueur de rugby australien, qui a joué avec l'équipe d'Australie de 1992 à 1997. Il évoluait au poste de deuxième ligne (2,00 m pour 122 kg).
En 1993, il a été élu meilleur joueur mondial par le journal Midi olympique.
En novembre 2004, il est sélectionné avec les Barbarians français pour jouer contre l'Australie au stade Jean-Bouin à Paris. Les Baa-Baas s'inclinent 15 à 45.
En 2006, il devient entraîneur des Gold Coast Breakers aujourd'hui appelé le Bond University Rugby Club (Queensland,  Australie).

## Carrière

### En club
- Saint Mary's College High School (en)
- 1994-1995 : South Queensland Crushers (rugby à XIII)
- 1995-1998 : Queensland Reds 1995-1998
- 1998-2002 : Harlequins
- 2002-2006 : Section paloise

### Avec les Wallabies
- Garrick Morgan a effectué son premier test match le 4 juillet 1992 contre l'équipe de Nouvelle-Zélande (victoire 16-15) et son dernier test match le 26 juillet 1997 contre l'équipe Nouvelle-Zélande (défaite 18-33 à Melbourne)

## Palmarès

### En club
- Finaliste du Challenge Européen en 2005.

### Avec les Wallabies
- 24 sélections
- 3 essais (15 points)
- Sélections par année : 3 en 1992, 8 en 1993, 5 en 1994, 6 en 1996, 2 en 1997.